# LINDBERG XX
『LINDBERG XX』（リンドバーグ・トゥェンティ）は、LINDBERGの公認ベスト・アルバム。2009年4月22日発売。発売元はavex trax。

## 解説
デビュー20周年を記念して2009年12月31日までの期間限定で再結成を果たし、それに当たってリリースされたベスト・アルバム。
「XX」はアルバムナンバーではなく20周年を意味している。CDのみの通常盤とDVD付属のCD+DVD盤の2パターンが発売され、ジャケットもそれぞれ異なっている。
再結成前の活動時もレコード会社の移籍が多かったが、本作もavex traxに移籍してのリリースとなった。
そのため製作スタッフも一新されたが、サポート・メンバーのダーリン佐藤（キーボード）だけは活動時に続いて本作も参加している。
メンバー公認のベストがリリースされたのは、『WORKS -COMPOSER'S BEST-』以来、9年ぶりである（ライブ会場限定発売だった『FLIGHT RECORDER -FINAL MEMORIES-』以来とすれば、丸7年ぶりとなる）。
本作と同日にインペリアルレコードから、レコード会社主導でメンバーが関与していない『BEST FLIGHT』がリリースされたためか、本作には「オフィシャル・ベスト・アルバム!」と銘打ってある。
CDはメンバーが新たに録音した代表曲12曲に、渡瀬以外のメンバー3人がそれぞれ作曲を手がけた新曲3曲を加えた全15曲で構成されており、DVDは新録した「今すぐKiss Me」と新曲「行こう!!!!」のMVおよびMVメイキング映像が収録されている。
初回生産分（CD、CD+DVDの2種共）には、メンバーサイン入りのセルフライナーノーツが封入されており、メンバー4人が再結成の経緯、ブレイクし多忙であった1990年の回想、本作のレコーディングおよび各曲の解説について語っている。
オリコンチャートでは、初登場5位を記録した。再結成前の活動末期時はトップ100にチャートインしていなかったが、『BEST -FLIGHT RECORDER III-』以来、10年8か月ぶりにトップ10入りを果たした。

## 収録曲
CD
| 全作詞: 渡瀬マキ（M-2,M-3, 作詞: 朝野深雪）、全編曲: LINDBERG・MOTO（特記以外）。 |                                                       |                                     |           |          |      |
| #                                                                                 | タイトル                                              | 作詞                                | 作曲      | 編曲     | 時間 |
| 1.                                                                                | 「Re-FLIGHT 〜あの日描いていた大人になってるかい?〜」 | 渡瀬マキ（M-2,M-3, 作詞: 朝野深雪） | 平川達也  |          | 4:18 |
| 2.                                                                                | 「今すぐKiss Me」                                     | 渡瀬マキ（M-2,M-3, 作詞: 朝野深雪） | 平川達也  | LINDBERG | 3:40 |
| 3.                                                                                | 「Dream On 抱きしめて」                               | 渡瀬マキ（M-2,M-3, 作詞: 朝野深雪） | 平川達也  |          | 5:54 |
| 4.                                                                                | 「BELIEVE IN LOVE」                                   | 渡瀬マキ（M-2,M-3, 作詞: 朝野深雪） | 川添智久  | LINDBERG | 4:09 |
| 5.                                                                                | 「恋をしようよ Yeah! Yeah!」                          | 渡瀬マキ（M-2,M-3, 作詞: 朝野深雪） | 川添智久  | LINDBERG | 4:22 |
| 6.                                                                                | 「Over The Top」                                      | 渡瀬マキ（M-2,M-3, 作詞: 朝野深雪） | 小柳昌法  | LINDBERG | 4:45 |
| 7.                                                                                | 「それでも地球はまわるんです」                        | 渡瀬マキ（M-2,M-3, 作詞: 朝野深雪） | 川添智久  |          | 4:23 |
| 8.                                                                                | 「POWER」                                             | 渡瀬マキ（M-2,M-3, 作詞: 朝野深雪） | 平川達也  |          | 3:59 |
| 9.                                                                                | 「胸さわぎのAfter School」                            | 渡瀬マキ（M-2,M-3, 作詞: 朝野深雪） | 平川達也  |          | 4:48 |
| 10.                                                                               | 「GAMBAらなくちゃね」                                 | 渡瀬マキ（M-2,M-3, 作詞: 朝野深雪） | 小柳昌法  | LINDBERG | 4:35 |
| 11.                                                                               | 「もっと愛しあいましょ」                              | 渡瀬マキ（M-2,M-3, 作詞: 朝野深雪） | 川添智久  |          | 4:02 |
| 12.                                                                               | 「every little thing every precious thing」           | 渡瀬マキ（M-2,M-3, 作詞: 朝野深雪） | 川添智久  |          | 5:39 |
| 13.                                                                               | 「Green eyed Monster」                                | 渡瀬マキ（M-2,M-3, 作詞: 朝野深雪） | 小柳昌法  |          | 4:35 |
| 14.                                                                               | 「星に願いを」                                        | 渡瀬マキ（M-2,M-3, 作詞: 朝野深雪） | 小柳昌法  | LINDBERG | 5:24 |
| 15.                                                                               | 「行こう!!!!」                                        | 渡瀬マキ（M-2,M-3, 作詞: 朝野深雪） | 小柳昌法  |          | 4:28 |
| 合計時間:                                                                         | 合計時間:                                             | 合計時間:                           | 合計時間: | 69:01    |      |

DVD
| #  | タイトル                             | 作詞 | 作曲・編曲 |
| -- | ------------------------------------ | ---- | ---------- |
| 1. | 「今すぐKiss Me」(-20th- Music Clip) |      |            |
| 2. | 「行こう!!!!」(Music Clip)           |      |            |
| 3. | 「Runway Shot」(-Off Shot Clip-)     |      |            |

### 楽曲解説

#### Disc 1 CD -20th- Anniversary New Songs & Re-recordings Best-
1. Re-FLIGHT 〜あの日描いていた大人になってるかい?〜
新曲。
2. 今すぐKiss Me
NHK金曜ドラマ「コンカツ・リカツ」主題歌
3. Dream On 抱きしめて
4. BELIEVE IN LOVE
5. 恋をしようよ Yeah! Yeah!
6. Over The Top
7. それでも地球はまわるんです
新曲。
8. POWER
9. 胸さわぎのAfter School
10. GAMBAらなくちゃね
11. もっと愛しあいましょ
12. every little thing every precious thing
13. Green eyed Monster
14. 星に願いを
15. 行こう!!!!
新曲。